# ماتسون
ماتسون (انگلیسی: Matson, Inc.) شرکت ناوبری و کشتی‌رانی آمریکایی است، که در سال ۱۸۸۲ تأسیس شد.